# پل اچ
پُل اِچ (به انگلیسی: H bridge) یا مُبَدِل تمام‌پُل (به انگلیسی: Full bridge converter) نوعی مبدل است که در مدارات الکترونیکی یا الکترونیک قدرت مورد استفاده قرار می‌گیرد. از خصوصیات مبدل تمام‌پل این است که ولتاژ و جریان خروجی آن، می‌تواند دارای هر جهت جریان یا پُلاریته ولتاژی باشد. این مدارها عموماً در رباتیک و دستگاه‌های دیگر برای راه‌اندازی موتور در دوجهت مستقیم و معکوس استفاده می‌شوند. پل‌های اچ به‌صورت تراشه در دسترس هستند. همین‌طور می‌توان آن‌ها را با قطعات جدا از هم نیز ساخت.

ساختمان پل اچ (رنگ قرمز)

## کلیت
نام پل اچ به خاطر شکل خاص مدار آن (H) انتخاب شده‌است. یک پل اچ از ۴ کلید ساخته شده‌است. هنگامی که کلیدهای S1 و S4 ولتاژ مدار به صورت مستقیم اعمال می‌شود، و موتور به درجهت مستقیم میچرخد. با باز نمودن کلیدهای S1 و S4 و سپس بستن کلیدهای S2 و S3 ولتاژ به صورت برعکس اعمال می‌شود؛ و موتور در جهت عکس می‌چرخد.
کلیدهای S1 و S2 نبایستی هیچ‌گاه با هم وصل باشند. در صورت بروز این اتفاق دوسَر منبع ولتاژ اتصال کوتاه می‌شود، این در مورد S3 و S4 نیز صادق است. باید توجه داشت در صورت تغییر جهت با استفاده از مدار فرمانی همچون ریزکنترل‌گر بایستی اندکی تاخیر اعمال کرد (چند نانوثانیه، بسته به نوع کلید) تا کلیدهای قبلی قطع شده‌باشند.

## کاربرد
از کاربردهای این مبدل می‌توان به موارد زیر اشاره کرد:
- تغذیه موتورهای جریان مستقیم (DC) و کنترل‌کننده‌های موتور
- تبدیل جریان مستقیم به جریان متناوب تکفاز (اینورتر)
- تبدیل جریان مستقیم به جریان متناوب فرکانس‌بالا (با استفاده از ترانسفورماتورهای ایزوله)[۱]

## عملکرد
مدار اچ به صورت کلی برای تغییر قطبیت تغذیه موتور استفاده می‌شود؛ همچنین می‌توان از آن برای ترمز موتور به صورت اتصال کوتاه کردن دو سر موتور نیز استفاده نمود. جدول زیر عملکرد پل اچ را به‌طور خلاصه نمایش می‌دهد:

دو حالت پایه‌ای پل-اچ

| S1 | S2 | S3 | S4 | نتیجه                    |
| -- | -- | -- | -- | ------------------------ |
| ۱  | ۰  | ۰  | ۱  | موتور در جهت راست می‌چرخد |
| ۰  | ۱  | ۱  | ۰  | موتور در جهت چپ می‌چرخد   |
| ۰  | ۰  | ۰  | ۰  | موتور آزاد می‌گردد        |
| ۰  | ۱  | ۰  | ۱  | موتور ترمز می‌کند         |
| ۱  | ۰  | ۱  | ۰  | موتور ترمز می‌کند         |
| ۱  | ۱  | ۰  | ۰  | اتصال کوتاه منبع         |
| ۰  | ۰  | ۱  | ۱  | اتصال کوتاه منبع         |